# فالنتين إيفانوف
فالنتين كوزميخ إيفانوف (بالروسية: Валентин Козьмич Иванов)‏، (من مواليد 19 نوفمبر 1934 في موسكو في الإتحاد السوفييتي - توفي في 8 نوفمبر 2011)، لاعب كرة قدم سابق، كان هداف كأس العالم لكرة القدم 1962 برصيد أربعة أهداف وتقاسم هذا اللقب مع خمسة لاعبين آخرين هم فافا ودرازين يركوفيتش وفلوريان ألبرت وليونيل سانشيز وغارينشيا.

## مسيرته
شارك إيفانوف في 59 مباراة دولية مع منتخب الاتحاد السوفييتي لكرة القدم وسجل 26 هدف، وهو في المركز الثالث من ناحية التهديف في منتخب بلاده بعد أوليغ بلوخين وأوليغ بروتاسوف، وقد سجل أربعة أهداف في كأس العالم لكرة القدم 1962، وكان قد سجل قبلها هدفين في كأس العالم لكرة القدم 1958، وقد أمضي إيفانوف معظم مسيرته الكروية مع نادي توربيدو موسكو، وقد سجل 124 في الدوري السوفييتي، وهو التاسع في ترتيب الهدافين.
ولدى إيفانوف ابن اسمه فالنتين إيفانوف وهو حكم كرة قدم.